# Pardesiyya
Pardesiyya (hebreiska: פרדסיה) är en ort i Israel.   Den ligger i distriktet Centrala distriktet, i den norra delen av landet. Pardesiyya ligger 53 meter över havet och antalet invånare är 6 254.
Terrängen runt Pardesiyya är platt. Runt Pardesiyya är det mycket tätbefolkat, med 1 135 invånare per kvadratkilometer. Närmaste större samhälle är Netanya, 5,5 km nordväst om Pardesiyya. Omgivningarna runt Pardesiyya är en mosaik av jordbruksmark och naturlig växtlighet.